# Sennacieca Asocio Tutmonda

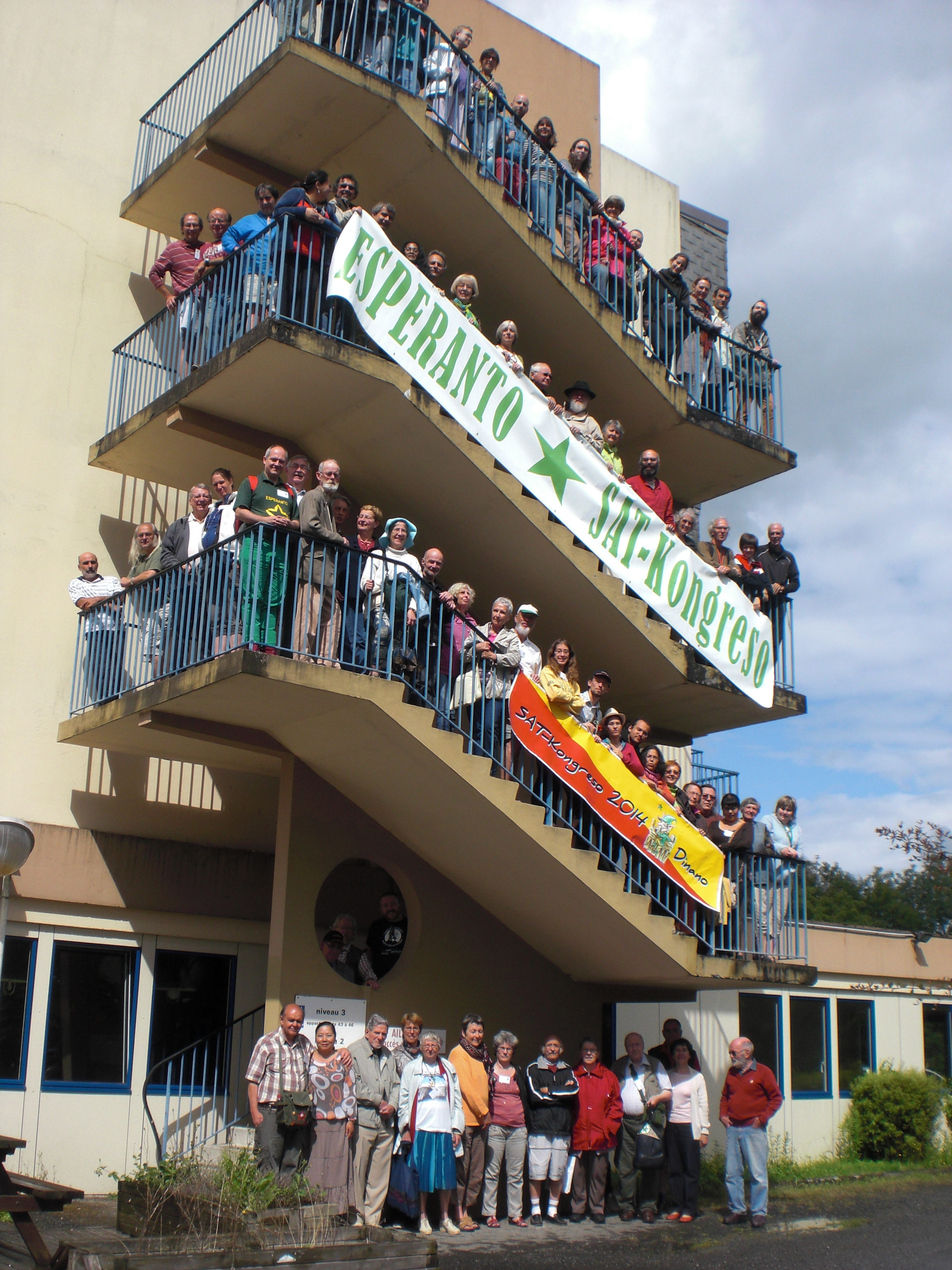
Конгрес SAT у 2014

Sennacieca Asocio Tutmonda (SAT, укр. Позанаціональна всесвітня асоціація) — незалежна всесвітня есперанто-асоціація. Друга за значенням есперанто-організація після UEA. Штаб-квартира міститься в Парижі. SAT створена в 1921 році на XIII Всесвітньому конгресі есперантистів як організація робітничого руху есперантистів. В кінці 1920-х років налічувалося більш ніж 6000 членів SAT. У 2006 році їхня кількість дорівнювала 724.
SAT виявилася першою організацією есперантистів, яка не ставила перед собою пріоритет поширення есперанто. Вона позиціонує себе як просвітницька, соціально-освітня, дискусійна асоціація для своїх членів, заснована на принципах взаємодопомоги і використовує для виконання своїх цілей наднаціональну мову — есперанто. У її завдання входить встановлення зв'язку між робітничими організаціями різних країн.